# 岡村優美
岡村 優美（おかむら ゆみ、1999年4月11日 - ）は、日本の女子バスケットボール選手である。ポジションはスモールフォワード。Wリーグの姫路イーグレッツ所属。

## 来歴
鹿児島県出身。
鹿児島女子高校でインターハイとウィンターカップ、名古屋学院大でインカレをそれぞれ経験。
卒業後は、Wリーグに新規参入する姫路イーグレッツに加入。